# جويل أريكسون (سائق سيارة سباق)
جويل أريكسون (بالسويدية: Joel Eriksson)‏ هو سائق سيارة سباق سويدي، ولد في 28 يونيو 1998.

## وصلات خارجية
- جويل أريكسون على موقع DriverDB.com (الإنجليزية)